# Cyrtinus umbus
Cyrtinus umbus là một loài bọ cánh cứng trong họ Cerambycidae.